# رئيس مجلس صيانة الدستور
هذه قائمة رؤساء مجلس صيانة الدستور:
| الاسم            | تولى منصبه    | ترك المنصب    |
| ---------------- | ------------- | ------------- |
| يوسف صانعي       | 1980          | 1983          |
| عبد القاسم خزعلي | 1983          | 29 أغسطس 1988 |
| أحمد جنتي        | 29 أغسطس 1988 | الآن          |